# قرار مجلس الأمن التابع للأمم المتحدة رقم 1840
قرار مجلس الأمن التابع للأمم المتحدة رقم 1840 المتخذ بالإجماع في 14 أكتوبر 2008.

## القرار
قرر مجلس الأمن تمديد ولاية بعثة الأمم المتحدة لتحقيق الاستقرار في هايتي حتى 15 تشرين الأول / أكتوبر 2009، بنية تجديدها مرة أخرى.
اتخذ المجلس بالإجماع القرار 1840 (2008) بموجب الفصل السابع من ميثاق الأمم المتحدة، وأيد توصية الأمين العام بالإبقاء على التشكيل الحالي للبعثة حتى الزيادة الكبيرة المخطط لها في قدرة الشرطة الوطنية الهايتية، وبالتالي قرر أن يستمر تشكيل البعثة بمكون عسكري يصل إلى 7060 جنديًا و2091 عنصر شرطة.
ودعا المجلس البعثة إلى دعم العملية السياسية الجارية والقيام، بالتعاون مع الحكومة، بتشجيع إجراء حوار سياسي شامل ومصالحة وطنية، وتقديم المساعدة اللوجستية والأمنية للانتخابات المقبلة. كما دعا البعثة إلى توسيع نطاق دعمها لتعزيز مؤسسات الدولة القائمة على الاكتفاء الذاتي، ولا سيما خارج العاصمة بورت أوبرنس.
وبموجب بنود أخرى في النص، طلب المجلس أن تواصل البعثة دعمها للشرطة الوطنية الهايتية وأن تواصل مشاركتها في مساعدة الحكومة على إصلاح القوة وإعادة هيكلتها. ودعا الدول الأعضاء، بما في ذلك البلدان المجاورة والإقليمية، إلى المشاركة مع الحكومة في التصدي للاتجار غير المشروع عبر الحدود بالأشخاص والمخدرات والأسلحة وغير ذلك من الأنشطة غير المشروعة، والمساهمة في تعزيز قدرة الشرطة الوطنية لهايتي في تلك المناطق.
وبموجب النص أيضا، دعا جميع الجهات الفاعلة إلى استكمال عمليات الأمن والتنمية بأنشطة تهدف إلى التحسين الفعال للظروف المعيشية للسكان المعنيين. كما طلب من البعثة أن تواصل تنفيذ المشاريع السريعة الأثر.
وطلب المجلس كذلك من البعثة أن تواصل اتباع نهجها للحد من العنف المجتمعي، بما في ذلك عن طريق دعم اللجنة الوطنية لنزع السلاح والتسريح وإعادة الإدماج وتركيز جهودها على المشاريع كثيفة العمالة، وتطوير سجل للأسلحة، وتنقيح القوانين المتعلقة بالاستيراد و حيازة الأسلحة وإصلاح نظام تصاريح الأسلحة وتعزيز عقيدة الشرطة المجتمعية الوطنية.

## روابط خارجية
- نص القرار في undocs.org